# ドンキーコング (ゲームキャラクター・初代)
- ドンキーコングシリーズ > コングファミリー > ドンキーコング (ゲームキャラクター・初代)
- マリオシリーズ > キャラクター > コングファミリー > ドンキーコング (ゲームキャラクター・初代)

ドンキーコング（初代）（英:Donkey Kong）は、任天堂のコンピュータゲームである「ドンキーコングシリーズ」および「マリオシリーズ」に登場する架空のキャラクター。本項では、『ドンキーコング』（1981年）で初登場し、『スーパードンキーコング』（1994年）以降では年老いた姿のクランキーコング（Cranky Kong）として登場するキャラクターについて扱う。

## 概要

### ドンキーコング
初登場作品は1981年に稼働した同名のアーケードゲーム『ドンキーコング』であり、敵キャラクターとして登場。本格的なアクションゲームとして本作の製作に際し、宮本茂がデザインした。ドンキーコングの他にはクレイジーコングという名前も候補に上がっていた（経緯はドンキーコング#名前の由来の項を参照。なお、同作の海賊版の名称は『クレイジーコング』である。ドンキーコング#関連作品の項を参照）。
オレンジが掛かった明るい茶色の毛を持つ、大柄のゴリラ。マリオのペットとして飼われていたが、マリオに恋人のレディ（後にポリーンと改名しマリオとの関係も友人となっている）ができてから自分のことをかまってくれなくなったため、イタズラで彼女を攫ってしまう。ゲーム上では主人公のマリオに対する敵キャラクターとして登場するが、直接倒すことはできない。ドンキーコング自身も直接的な攻撃はザコ敵やタルなどの武器に任せ、自身は足場の上方からタルやジャッキを投げる攻撃をする。
続編『ドンキーコングJR.』ではマリオに捕まって檻に閉じ込められ、息子であるドンキーコングJr.の助けを待つという役割で登場する。檻の中に閉じ込められていたために活躍はほとんど無い。第3作『ドンキーコング3』では植物園に出現。花を荒そうとしていたが、スタンリー青年の活躍で退けられている。その他ゲーム&ウオッチ『ドンキーコングホッケー』『ドンキーコングサーカス』など、任天堂コンピュータゲーム初期においてマリオと相対するキャラクターとしてたびたび活躍している。
ゲームボーイ版『ドンキーコング』では初代の話を経由した後でさらに逃げ続け、町や森を駆け抜けるなど逃げる旅路が非常に長くなり、攻撃方法も地震を起こして物を落下させるなど多彩になっている。途中から息子のドンキーコングJr.も合流し、共にマリオを妨害する。最終決戦では巨大化して戦う。マリオに倒された後は和解して一緒に記念写真をとっており、マリオとの因縁はここで終わる。なお、この時の最終ステージ付近にドンキーコングの故郷やキノコ王国があるとされている。
このゲームボーイ版『ドンキーコング』、および1997年に発売された『ゲームボーイギャラリー2』では、2代目ドンキーコングと同じように「D.K」の文字が入った赤いネクタイをしている（ただし、こちらはいずれもDとKの間に「.（ピリオド）」が入っているという違いがある）。ゲームボーイ版『ドンキーコング』は2代目ドンキーコングが登場する『スーパードンキーコング』より5か月ほど先に発売しているので、発売順でも物語の時系列上でも初代ドンキーが先にこのネクタイをつけていたことになる。
スーパーマリオシリーズ第1作『スーパーマリオブラザーズ』以降は、マリオのライバルとしての座はクッパに譲ることになったが、2013年に配信されたWii Uダウンロード専用ソフトである『ファミコンリミックス』では、初代ドンキーコングの姿で様々なキャラクターたちと共演することになる。2017に発売されたNintendo Switch用ソフト『スーパーマリオ オデッセイ』で（ポリーンとともに）スーパーマリオシリーズの初出演を果たした。
オールスター作品などでは、本項の初代ドンキーコングと2代目ドンキーコングを同じ「ドンキーコング」という名称で一括りにして扱われることがある。

### クランキーコング
ドンキーコングとしての活躍は1994年で終わるが、当時レアが開発していた『スーパードンキーコング』に「村の長老」として、名前をクランキーコングに改名し登場する。事実上の隠居だが、彼の登場はクランキーコングとしての方が多い。マリオシリーズのスポーツゲームやマリオカートシリーズ、マリオパーティシリーズには未登場である。
痩せ細った体に曲がった腰、長い髭と、外見に以前の面影は全く無いが、2代目ドンキーコングたちにマリオとの戦いの話など様々な説教をしている。また、彼らにタル投げを教えたのもクランキーである。基本的に厳しく、彼が褒めるのも大抵ゲームクリア時だが作品が進むに連れて優しさが目立ってきている。孫である2代目ドンキーコングに対しても、『ドンキーコング64』のエンディングではバナナ倉庫で熟睡している彼の頭をそっと撫でてあげたり、『ドンキーコング トロピカルフリーズ』では彼の誕生日を祝ったりするほどである。
『スーパードンキーコング2』でリンクリーコングという妻がいたことが判明。だが、リンクリーが学校に住んでいたのに対してクランキーは骨董品店のような小屋におり、2人の関係は薄かった。前作同様コングたちに説教をするが、攻略のヒントを聞くのにはバナナコインが必要となった。GBAリメイク版ではここでダチョウを飼い始めており、それでレースに出場することもできる。
また、DKコインという巨大なコインを各ステージに隠している。彼いわく、「集めるとゲームヒーローになれる」らしい。実際にマリオ（元ライバル）、ヨッシー、リンクたちも集めている。
『スーパードンキーコング3』では、スワンキーコングのテントで玉当てのゲームをしている。前作では立ち上がるのに杖が2本も必要だったが、今作ではディクシーコングにも勝ってしまうほどに元気で、リメイク版では主人公復帰のために道場を開き、特訓をしておりますます元気になっている。ミニゲームでは初めて彼を動かすことになる。
『ドンキーコング64』では一変してマッドサイエンティストとなり、怪しい薬を開発し続けている。薬の購入以外の目的で訪ねられると「研究の邪魔」だとして追い返す。ただし 『Jetpac』というゲームをやらせてくれる。最終決戦でタイムアップになると、ぎっくり腰になる。
『ドンキーコンガ』以降は再び「村の長老」に戻っている。
『ぶらぶらドンキー』ではジャングルピックの司会者を務め、冒頭で操作説明もする。この作品以降はゲームグラフィック、アートワーク含めよく笑顔を見せるようになる。リンクリーは幽霊の姿で現世に留まっている。
『ドンキーコング たるジェットレース』ではクランキー名義でのプレイヤーキャラクターとしてデビュー。アタックは杖で叩いて攻撃する。
『ドンキーコング ジャングルクライマー』ではキングクルールの野望を止めるためにドンキーたちと共に様々な島を冒険する。ステージ内で立っており、話しかけるとアドバイスをしてくれる。壮大な規模の冒険でもあったため、年寄りには応える大変な冒険だったとのこと。
『ドンキーコング リターンズ』では店を開き、ライフバルーンなどの冒険に役立つアイテムを販売している。「ジャングルクライマー」までは低めの声だったが、これ以降の作品はディディー同様若干甲高い声で通している。
『ドンキーコング トロピカルフリーズ』では4人目のプレイヤーキャラクターとして冒険することになる。本編でのプレイヤーキャラクターとなるのは今作が初めてであり、条件を満たせば他のコング同様単独で操作ができるようになる。杖を使ったアクションが特徴であり、地面を叩いたり水中の前方の敵を攻撃できる。他、通常は踏めない敵を踏んだり、トゲの地形を進むことができる「つえジャンプ」が使える。飛び道具は入歯を放つ「デンタル・ポップガン」。ボスキャラクターとの戦闘開始時には杖を跳ねさせる。
初代ドンキーコングが年老いた姿となり、代わって孫の2代目ドンキーコングがマリオたちと共演する機会が多くなったものの、マリオとポリーンはさほど年を取った様子が見られない。また、『ヨッシーアイランドDS』には赤ん坊の姿のベビィDKがベビィマリオと共に登場するが、彼がどちらのドンキーコングであるのかは公式には明かされていない（外見上の特徴は2代目に類似している）。一部の漫画作品では「ゴリラは年を取るのが早い」という独自の解釈もなされていた。
1999年10月から2000年6月まで放送されたアニメ『ドンキーコング』にも登場。同作には若い頃のクランキーが登場しているが、その姿はゲーム版における初代ドンキーコングのものとはデザインが異なっている。
2023年公開のアニメーション映画『ザ・スーパーマリオブラザーズ・ムービー』では前記と異なり、2代目ドンキーコングがクランキーコングの息子という設定になっている。

## 登場作品
ドンキーコングとしての登場作品
- ドンキーコング
- ファミコンミニ02 ドンキーコング
- ドンキーコングJR.
- ドンキーコング3
- ドンキーコングサーカス
- ドンキーコングホッケー
- ドンキーコング (ゲームボーイ)
- ドンキーコングJR.の算数遊び
- F1レース - GB版にゲスト出演。プレイヤーの応援で登場する。
- ゲームボーイギャラリー2
- ゲームボーイギャラリー4
- テトリスDS
- ドンキーコング リターンズ - 背景の像として登場。
- Nintendo Land - ドンキーコングのクラッシュコースに登場。
- ドンキーコング トロピカルフリーズ - 背景の像として登場。
- スーパーマリオ オデッセイ - ゲスト出演。
- マリオカート ツアー - パネルとして登場。

クランキーコングとしての登場作品
- スーパードンキーコング
  - スーパードンキーコングGB
  - ドンキーコング2001
- スーパードンキーコング2 ディクシー&ディディー
  - ドンキーコングランド
- スーパードンキーコング3 謎のクレミス島
  - ドンキーコングGB ディンキーコング&ディクシーコング
- ドンキーコング64
- ディディーコングパイロット（発売中止）
- ドンキーコンガシリーズ
- ぶらぶらドンキー
- ドンキーコング たるジェットレース
- ドンキーコング ジャングルクライマー
- ドンキーコング リターンズ
- ドンキーコング トロピカルフリーズ

### ゲスト出演
- 大乱闘スマッシュブラザーズDX - ジャングルガーデンの中央にある小屋の中を歩いている。
- 大乱闘スマッシュブラザーズX - 前作と同じ。アーケード版『ドンキーコング』をモデルとした隠しステージ「75m」に登場。それ以外ではフィギュアやシールとしての登場。
- 大乱闘スマッシュブラザーズ for Nintendo 3DS / Wii U - 前々作や前作と同じ（3DS）。フィギュアとしての登場（Wii U）。

## 担当声優
- 長嶝高士 - 『ドンキーコング たるジェットレース』以降のゲーム作品
- 中尾隆聖 - アニメ『ドンキーコング』
- 大平透 - 『スーパーゲームボーイ』CM
- フレッド・アーミセン - 劇場アニメ『ザ・スーパーマリオブラザーズ・ムービー』[3]
- 楠見尚己 - 劇場アニメ『ザ・スーパーマリオブラザーズ・ムービー』特別日本語版